# Spirotextulariinae
Spirotextulariinae es una subfamilia de foraminíferos bentónicos de la familia Spiroplectamminidae, de la superfamilia Spiroplectamminoidea, del suborden Spiroplectamminina y del orden Lituolida. Su rango cronoestratigráfico abarca desde el Eoceno medio hasta la actualidad.

## Discusión
Clasificaciones previas incluían Spirotextulariinae en el Suborden Textulariina o en el orden Textulariida, o en el orden Lituolida sin diferenciar el suborden Spiroplectamminina.

## Clasificación
Spirotextulariinae incluye a los siguientes géneros:
- Septigerina †
- Spìrotextularia

Otros géneros considerados en Spirotextulariinae son:
- Fissotextularia, aceptado como Spirotextularia
- Neoseptigerina, aceptado como Spirotextularia